# Diego da Silva Rosa
Diego da Silva Rosa, noto semplicemente come Diego Rosa (Campo Grande, 22 marzo 1989), è un calciatore brasiliano, centrocampista del Dourados.